# Ышыкхан, Ведат
Ведат Ышыкхан (тур. Vedat Işıkhan; род. 20 января 1966, Мардин) — турецкий государственный деятель. Министр труда и социального обеспечения Турции (с 2023).

## Биография
Родился 20 января 1966 года в Мардине. В 1990 году окончил университет Хаджеттепе. В 1993 году получил степень магистра социальных наук Института социальных наук университета Хаджеттепе. В 1998 году получил степень доктора философии того же университета. 
В 1999 году стал ассоциированным профессором, в 2009 году профессором факультета экономики и административных наук и факультета социальных услуг университета Хаджеттепе.
Являлся заведующим отделом социальной работы и заместителем декана факультета экономики и административных наук университета Хаджеттепе.
Темами исследований являются рак, туберкулёз, права пациента, социальная поддержка, персонал медицинских учреждений, выгорания, качество рабочей деятельности. 
Автор 10 книг. 
Автор статей в журналах, в том числе в Журнале психосоматических исследований, журнале «Социальное поведение и личность», Европейском журнале сестринского дела в области онкологии журналах «Сестринское дело в области онкологии», «Форум сестринского дела в области онкологии», «The Turkish Journal of Pediatrics», «Азиатско-Тихоокеанский журнал профилактики рака», «Социальная работа в сфере общественного здравоохранения».
Некоторые его статьи попали в Индекс цитирования социальных наук.
Член Национального консультативного совета по борьбе с раком Турции.
Член Ассоциации социальных работников Турции.
В 1997 году занял третье место на конкурсе «Роль образования в повышении производительности труда», 
в 1998 году — второе место на конкурсе «Повышение качества рабочей деятельности» Национального центра продуктивности Турции.
В апреле — декабре 2012 года являлся генеральным координатором программы социальной поддержки семей, организованной Министерством по делам семьи и социальной политике Турции и университетом Хаджеттепе.
С 2015 по 2018 год являлся советником по социальной политике Партии справедливости и развития.
С 8 октября 2018 года являлся членом Совета при президенте Турции по социальной политике, с 17 декабря 2021 года заместителем правления Совета по социальной политике. 
Министр труда и социального обеспечения Турции (с 3 июня 2023).
Владеет английским, арабским, французским языками.

## Награды
- Премия Совета Международного совета экспертов по управлению стрессом (2016)